# La Yesca
La Yesca es una población del Estado de Nayarit, México. Es cabecera del municipio del mismo nombre, estando situada en una intrincada región de la Sierra de Nayarit, complicando sus comunicaciones con el resto del estado y del país.

## Presa La Yesca

### Hidroeléctrica
En este municipio se construyó una gran central hidroeléctrica llamada Presa La Yesca. 
La central hidroeléctrica de la Yesca genera 750 Megawatts (MW) de energía eléctrica, suficiente para cubrir la mitad de la demanda eléctrica de Guadalajara. Se invirtieron $1,300 millones de dólares que generaron 17,000 empleos directos e indirectos durante los 50 meses que duró la obra.
La Yesca aumentó la generación de energía hidroeléctrica de México en 750MW representando un incremento del 6.5% sobre el total a nivel nacional que es de 11,481MW. Antes de concluir el proyecto La Yesca, la energía hidroeléctrica en México ya representaba el 22% de los 52,155MW de generación eléctrica del país.

### Inauguración oficial de la obra
En marzo de 2012, el presidente Felipe Calderón, acompañado del Secretario de Energía, Jordy Herrera Flores, y el director general de la CFE, Antonio Vivanco Casamadrid, inspeccionaron los avances estimados al 85% de construcción.
El siguiente gran paso en la construcción fue llenar la presa con más de 3,000 millones de metros cúbicos de agua, comenzando en los meses de abril y mayo de 2012.
La hidroeléctrica La Yesca está ubicada a 105 kilómetros de Guadalajara en los límites entre Nayarit y Jalisco, cerca del pueblo Mesa de Flores, Municipio de Hostotipaquillo, Jalisco.

### Concurso público para la construcción
La Yesca está siendo construida por ICA con asistencia de: 1) Promotora e Inversora Adisa, 2) La Península Compañía Constructora, y 3) Constructora de Proyectos Hidroeléctricos.
La Yesca fue planeada desde 2002 por el entonces Secretario de Energía Felipe Calderón Hinojosa, presidente de México en cuyo sexenio se inauguró la presa.
El concurso público para la construcción de la Yesca fue otorgado a ICA en 2007, quien ofreció completar la obra por US$768 millones. También concursaron la constructora IDEAL con US$811.2 millones y la constructora Italiana IMPREGLIO con US$855.98 millones.
El expresidente de México Felipe Calderón inauguró La Yesca antes de terminar su sexenio, en 2012. El proyecto se visualizó en los 1950′s y la planeación de la Yesca se inició en el 2002. En caso de completarse conforme a lo previsto, la construcción duraría poco más de 54 meses.

### Sistema Hidrológico del Río Santiago
La central hidroeléctrica la Yesca forma parte del Sistema hidrológico del Río Santiago que atraviesa los estados de Jalisco y Nayarit.
El sistema tiene planeados 27 proyectos totalizando 4,300MW de generación eléctrica, de los cuales ya se han completado el 32% con seis centrales incluyendo las presas de Aguamilpa, El Cajón y Santa Rosa.

## Personas destacadas
- María Guadalupe «Lupita» Palomera Chávez[5] (1913–2008), cantante mexicana de radio, teatro, cine y televisión. Exitosa intérprete del bolero mexicano. Conocida por sus grabaciones de «Vereda tropical», «Perfidia», «Frenesí» e «Incertidumbre», entre otras composiciones.